# Šubić Pál
bribiri Šubić I. Pál (horvátul: Pavao I. Šubić Bribirski, 1245 – 1312 május 1.) a 13. és 14. század fordulóján élt, a Šubić nemzetségből származó horvát főnemes, aki 1275 és 1312 között tengermelléki horvát bán, az 1290-es évektől kezdve pedig egyike volt a hatalmaskodó, a központi hatalomtól egyre inkább függetlenedő regionális kiskirályoknak. A Šubić családhoz tartozó II. István legidősebb fiaként. megörökölte a bribiri grófi címet, majd 1273-ban horvát bánnak nevezték ki. A dalmát tengerparti városok, Trau és Spalato közötti konfliktusban való részvétele miatt 1274-ben felmentették a báni szolgálat alól, majd 1275-ben visszahelyezték hivatalába.
Pál testvérei, I. Mladen és I. György segítségével közvetlen hatalmat gyakorolt a legtöbb tengerparti város felett. Az Adriai-tengeren kalózkodó Kačić család dél-horvátországi földjeiért folytatott küzdelem összeütközésbe hozta a Velencei Köztársasággal. Ezzel egy időben Šubićok szövetségesei lettek a nápolyi Anjou-háznak. A Velencével folytatott harcok megszakításokkal az 1294-es békeszerződésig folytatódtak.
Az 1290-es évek trónutódlási válsága során Pál a birodalom egyik leghatalmasabb oligarchájává vált, és az Anjouk fő szövetségese volt az Árpád-ház elleni harcukban. 1300-ban Pál meghívta az Anjouk trónkövetelőjét, Károly Róbertet Spalatóba, majd onnan elkísérte Zágrábba, ahol Károlyt Magyarország és Horvátország királyaként ismerték el. Pál nem vett részt Károly későbbi magyarországi tevékenységében, ahol további 10 évig nem ismerték el királyként. Ehelyett kiterjesztette uralmát keletre, 1299-ben a Bosnyák Bánságra, 1301-ben pedig Humra, amelynek területeit családtagjai között osztotta szét. 1304-ben Pál hadjáratot vezetett Boszniába, miután I. Mladent, akit Pál boszniai bánnak nevezett ki, a lázadók megölték. A lázadást gyorsan elfojtották, és Pál a bosnyák bán címét fiára, II. Mladenre ruházta.
A király hatalma uralmának teljes időtartama alatt, a Pál birtokában lévő földek felett csak névleges volt melynek során címeit sikerült családja számára örökletessé alakítania. Fő székhelye Bribirben és Skradin városában volt. Kibocsátotta saját, ezüstből vert pénzérméjét, és megszervezte három új katolikus egyházmegye létrehozását Horvátországban. 1311-ben segített Zárának egy Velence elleni lázadásban, és ezzel megszerezte a város irányítását, ami újabb háborúhoz vezetett a velenceiekkel. Pál röviddel Zára elfoglalása után, a Velencével folytatott béketárgyalások alatt, 1312 májusában halt meg. Utóda legidősebb fia, II. Mladen lett.

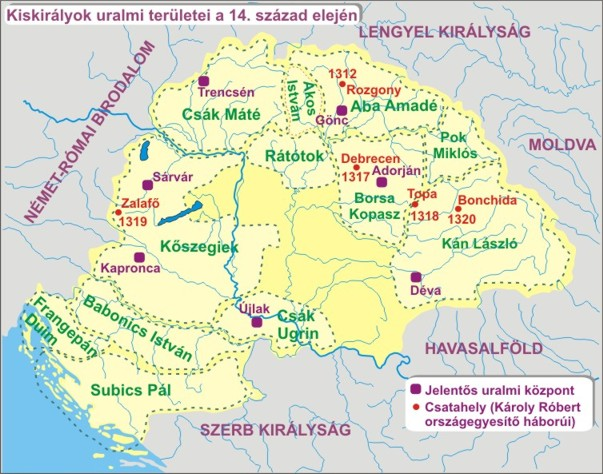
Kiskirályok uralmi területei Magyarországon a 14. század elején

## Családja
Az ősi Šubić nemzetségből származott. Šubić II. István (horvátul: Stjepko, meghalt 1274-ben) traui gróf (comes) legidősebb fiaként született. Anyja, akinek a neve nem ismert, a magyar királyokat adó Árpád-házhoz köthető, valószínűleg annak egyik női ágával volt rokonságban. Pálnak két fiú- (Šubić I. Mladen, Šubić I. György) és legalább két lánytestvére is volt, akik közül Stanislava neve ismert. Két öccse, I. Mladen és I. György jelentős befolyást gyakorolt uralkodása alatt. Pál első feleségének neve nem ismert. 1289-ben feleségül vette második feleségét Ursát, aki valószínűleg Hrvatin Stjepanić nővére, egyúttal Dragutin István szerb király és Árpádházi Katalin lánya volt. Ursa 1303-ban halt meg. A haláláról szóló krónikában a horvátok bénaként említették.
Második feleségétől, Ursától négy fia született. Mind a négy fiának jelentős pozíciókat és birtokokat adott. Első fia II. Mladen, Dalmácia hercege, Zára grófja és Bosznia bánja, apja utódjaként pedig Horvátország bánja és Bosznia ura volt.  Feleségül vette Helenét, az Anjou-ház rokonát. Apja halála után Mladen megtartotta magának a bosnyák bán és a Hum ura címet, és csak testvérét, II. Györgyöt, Pál második fiát engedte magasabb poziciókba. Šubić Ilona bosnyák anyakirálynénak, I. Tvrtko bosnyák király anyjának a nagyapja volt.

## Élete

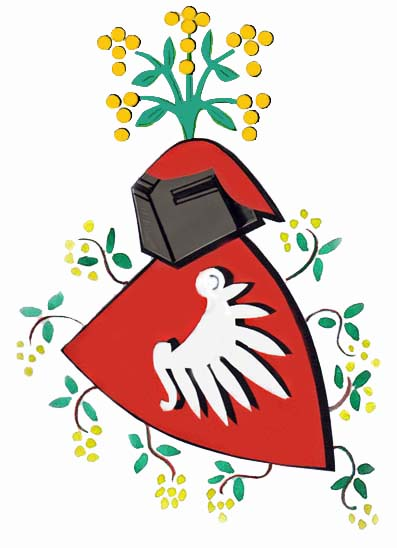
A Šubić család címere

### A korai évek
Pál Šubić II. István legidősebb fia volt, a Horvát – Dalmát Királyság legbefolyásosabb nemesi házából származott, mely akkor már több. mint száz éve perszonálunióban volt a Magyar Királysággal.  Pál születésének pontos dátuma ismeretlen, születési évét 1245 körülire becsülik. Pál apja, II. István 1242-ben részt vett a Mongol Birodalommal vívott háborúban, amikor IV. Béla magyar király az általa kormányzott Trau városába menekült. Segítségéért Béla 1251-ben Bribir vármegyét örökletesen adományozta Istvánnak. A családfőségért folytatott belső harcot követően István ekkortájt vált a Šubić család fejévé. Trau és Bribir mellett a Šubićok irányították Sebenico megyét.
Apjától, aki 1267 előtt halt meg Pál megörökölte a bribiri grófi címet. Nevét először 1272-ben említik, amikor Trau városának podestája volt. 1273 májusában Pál Trau és Spalato grófja volt. Testvérét, I. Györgyöt Sebenico grófjának nevezték ki. Pál jó kapcsolatokat ápolt a Gutkeledekkel, és támogatta Gutkeled Joakim szlavón bánt, aki valószínűleg az unokatestvére volt a versengő nemesekkel vívott harcában. 1273-tól Pál volt a tengermelléki területek bánja (banus maritimus), a korábban ezt a tisztséget betöltő Maurus bán helyett. A horvát bánként is említett tengermelléki régiók bánja a 13. században „egész Szlavónia bánjának”, aki a Horvát Királyságot és Szlavóniát is kormányozta helyettese volt. E tisztség révén Pál és testvérei befolyása gyorsan nőtt.

### A hatalom megszilárdítása
Pál bekapcsolódott a Spalato és Trau között régóta tartó vitába. A két város az 1240-es években háborúban állt a Spalato hátországában fekvő birtokok miatt. Pál Spalato oldalán lépett fel, és megpróbálta megerősíteni uralmát Trau felett, amely fellázadt Pál ellen. Figyelmen kívül hagyta IV. László király figyelmeztetését, aki védelme alá vette Traut. 1273/1274 telén Spalato megtámadta Klissza várát, melynek várnagya a trauiak híve volt. Míg a támadás kudarcot vallott, Pálnak 1274 tavaszán sikerült uralma alá hajtani Traut. Részt vett a Sebenico és Trau között a sebenicoi templom körül zajlott vitában is. Pál támogatta Sebenicot, és sürgette egyházának elszakadását a traui egyházmegyétől. Ezt követően 1274 második felében rövid időre eltávolították báni tisztségéből, de a következő év nyarán visszatért hivatalába. Az egész Szlavónia báni posztját Kőszegi Ivánnal és Gutkeled Miklóssal közösen töltötte be. Miklós számára új címet hoztak létre, Horvátország és Dalmácia bánságát. Miklós 1275-ben viselte ezt a címet, majd miután Magyarországra költözött, Pál maradt az egyetlen bán Horvátországban.
Pált bátyja, I. Mladen követte a traui podesta méltóságában,  majd később Trau és Spalato grófja volt. 1278-ra a Šubićok uralták szinte az összes tengerparti várost a Velebit-hegységtől délre. Köztük volt a Sebenico melletti Scardona is. Bribirrel, Klisszával és az Osztrovica várával együtt Scardona (Skradin) volt Pál egyik székhelye. Ezeken kívül Pál birtoka volt még Knin és Počitelj vára is. A Šubićok birtokában lévő földek nem alkottak egységes területet, a vármegyék és várak birtoklásáért pedig más nemesi családokkal is versengtek.
Pál igyekezett megszilárdítani uralmát a Kačić család birtokai felett is, amelyek a dél-horvátországi kalózok fellegvára, Omiš városa körül feküdtek. Az Anjouk uralta Nápolyi Királyság szintén aktívan támadta a terület kalózait. Ebben az időszakban épített ki a Šubić és az Anjou család baráti kapcsolatokat. Az Anjouk Dél-Itáliát uralták, amely a 13. század végén a dalmát tengerparti városok és hátországuk fontos gabonaforrása volt. A két család között az első kapcsolatok még Pál második bánsága előtt jöttek létre az Anjouk kezdeményezésére, akik potenciális szövetségeseket láttak bennük.

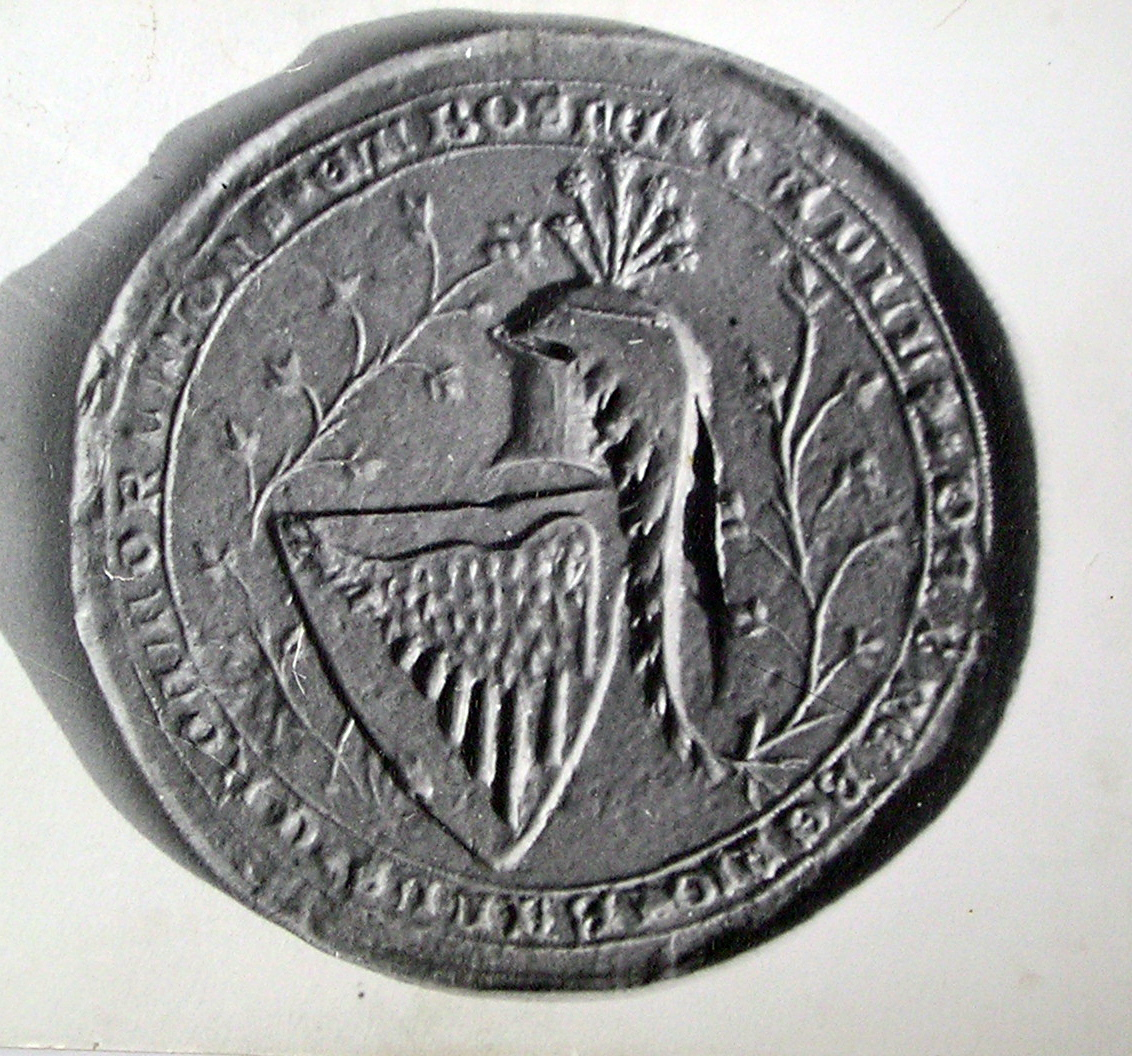
Šubić Pál pecsétje a horvát bán és Bosznia ura körfelirattal

Az Anjou sereg 1275-ben elfoglalta Hvar és Brač szigetét a Kačićoktól. A Velencei Köztársaság 1276-ban saját háborút indított Kačićok ellen. 1278 áprilisára Hvar és Brač szigetei elismerték a velencei fennhatóságot. Ez veszélyeztette Pál érdekeit, és beavatkozott a Velence elleni konfliktusba. A háború során Pál megszerezte Omiš városának és Brač szigetének irányítását, ahol egy zárai nemest nevezett ki annak irányítására. Šubić I. Györgyöt Omiš grófjává nevezték ki. Mivel a Kačićok már nem voltak hatalmon, megszűnt a kalózveszély az Adriai-tengeren.
1288-ban Pál béketárgyalásokat kezdett Velencével. Hosszas tárgyalások után 1290 májusában megkötötték a békeszerződést. Pál képviselői a tárgyalásokon garantálták, hogy az omiši kalózok nem támadnak velencei hajókra, és nem fognak az Adriai-tenger északi részén hajózni. Elismerte a velencei fennhatóságot Hvar és Brač szigete felett. Trau, Sebenico és Spalato városok vállalták, hogy 20 000 fontot fizetnek Velencének garanciaként. A velenceiek garantálták, hogy nem támadják meg Pál területeit, és szabad utat biztosítottak bátyjának, I. Györgynek a pápai államokban tett látogatásai és egyéb utazásai során. A békeszerződést 1293 májusában bontották fel, amikor Velence egy helyi nemes segítségével elfoglalta Omišt. A konfliktus kiújult és egészen 1294 márciusáig, az elsővel megegyező feltételekkel aláírt új békeszerződésig tartott, Omiš pedig visszatért Šubićokhoz.  Pál Tiepolo családon keresztül szövetségeseket keresett Velencében, valamint a velencei irányítás alatt álló dalmát Arrabo és Zára településeken. Házassági kapcsolatok jöttek létre a Gorizia-házzal, akik Velence riválisai voltak.
Pál jó kapcsolatokat ápolt a pápával és a katolikus egyházzal. A A Szentszékkel közös érdeke volt az eretnekség visszaszorításában és a velencei dominanciával szemben az Adrián, és mindketten támogatták az Anjou-házat trónigényükben. Kapcsolataik 1290 után, IV. Miklós pápa pápasága idején váltak intenzívebbé. Miklós pápává válása előtt Szlavóniában volt ferences szerzetes, amely akkor valójában a Horvát és Dalmácia Királyságot fedte le. A Šubicok közel álltak a horvátországi ferences mozgalomhoz is.

### A politikai válság időszaka
Az örökösöket nem hagyó IV. László király 1290-ben bekövetkezett halálával örökösödési háború robbant ki az Árpád-házból származó, a magyar nemesek többsége által támogatott III. András és a horvát nemesség nagy részének támogatását élvező trónkövetelő Martell Károly salernói herceg között. A Károlyt támogató nemesi családok között volt a Šubić, a Kurjaković, a Frangepán és a Babonić család is, de hűségük eltérő volt. III. András és Martel Károly a horvátországi és szlavóniai nemesség támogatásáért is versengett egymással. Az Anjouk korábbi jó kapcsolataik miatt elsősorban Šubić Pálhoz fordultak, András viszont III. Babonić István szlavón bánban talált szövetségesre. Ennek eredményeként a Šubićok és a Babonićok között vita alakult ki a Bihács melletti Drežnik megye ügyében, amelyet András a Babonićoknak, míg az Anjouk a Šubićoknak adományoztak.
1291 novemberében az Anjouk és Pál megállapodtak abban, hogy gabonát importálnak Pugliából. 1292-ben Martel Károly apja, II. Károly nápolyi király fia nevében odaadományozta Pálnak és a Šubić családnak egész Horvátország örökös jogait „minden báróval, vazallussal, városokkal, várakkal és falvakkal, a szomszédos szigetekkel és minden joggal és tartozékkal" a Gvozd-hegységtől a Neretva folyóig, kivéve Horvátország legnyugatibb részét, amelyet a Frangepánok uraltak. 1293-ban III. András is hasonló gesztust tett, amikor Pált Horvátország és Dalmácia örökös bánjának nevezte. Ezzel a lépéssel András egy rövid időre elnyerhette Pál támogatását.  Amikor azonban III. András arra kérte Pált, hogy ismerje el édesanyját, Tomasina Morosinit egész Szlavónia hercegnőjének, amely cím a Drávától és a Dunától az Adriai-tengerig az egész területet lefedte Pál visszafordult az Anjoukhoz.
Martel Károly pestisjárvány következtében 1295-ben bekövetkezett hirtelen halála azonban hátráltatta az Anjou család ambícióit. Martel Károly örökösödési jogai ezután fiára, Károly Róbertre szálltak. II. Károly megerősítette Pál élethosszig tartó báni tisztségét. Közben III. Andrásnak is sikerült megszilárdítani hatalmát azzal, hogy a nemesség elfogadta királynak, és rövid békeidőszak következett. 1299-ben András nagybátyját, Albertino Morosinit nevezte ki szlavón hercegnek, és mivel nem voltak fiai,  trónörökössé is megtette. Ez Károly Róbert híveinek újabb lázadáshoz vezetett. Ugyanebben az évben II. Károly megerősítette Šubić Pál és testvérei minden jelenlegi és jövőbeli birtokát, azzal a feltétellel, hogy a Šubićok csapatokat biztosítanak az Anjou hadjáratokhoz. Mivel a korábbi támogatások feltétel nélküliek voltak, Pál most megint elkezdett távolodni az Anjouktól.
Pál most azon az állásponton volt, hogy a magyar és a horvát királysághoz való jogot a Szentszék határozza meg, azon az alapon, hogy Dmitar Zvonimir horvát királyt és I. István magyar királyt a pápa ültette a trónra. 1300 januárjában elküldte I. Györgyöt, hogy látogassa meg a pápát Rómában és az Anjoukat Nápolyban. György meggyőzte II. Károlyt, hogy érvényesítse unokája trónigényét, és szervezze meg Károly Róbert utazását az Adriai-tengeren keresztül Spalato városába, ahol Pál találkozik vele. Pápai jóváhagyást is nyert a Šubić család egyik céljához, a sebenicoi egyháznak a traui püspök joghatósága alól való kivonásához, valamint a közvetlenül spalatoi érsek joghatósága alá tartozó sebenicoi egyházmegye létrehozásához. György és Károly Róbert augusztusban érkezett Spalatoba. Innen Pál elkísérte Károlyt Zágrábba, ahol a hűséges nemesek (köztük Csák Ugrin) királynak ismerték el. A Pál fennhatósága alá tartozó területek és városok közül csak Trau városa próbálta megkérdőjelezni Károly elismerését, feltehetően a sebenicoi egyházmegye szétválasztása miatt.
Károly ellenfele, III. András 1301 januárjában halt meg. Ez idő tájt Pál zarándokúton volt Rómában. Károly Esztergomba sietett, ahol 1301 tavaszán egy alkalmi koronával koronázták meg. Pál nem vett részt Károly Róbert későbbi magyarországi tevékenységében, és uralmának az akkor velencei uralom alatt álló Zára városára és a Boszniai Bánságra való kiterjesztésére összpontosított. Anjou Károlyt a koronázás ellenére még tíz évig nem ismerték el teljesen, Magyarországnak csak egyes részeit uralta, horvátországi hatalma pedig csak névleges volt. Pál okleveleiben csak ritkán hivatkozott a királyra, és de facto független uralkodó volt a fennhatósága alatt álló területeken. Ő és családtagjai nem vettek részt Károly Róbert 1309-es koronázásán sem, amelyre a követeit küldte el. Šubić György, aki tengerparti városok grófjaként uralkodott, Velence fenyegetése miatt szorosabb kapcsolatot tartott fenn az Anjoukkal.

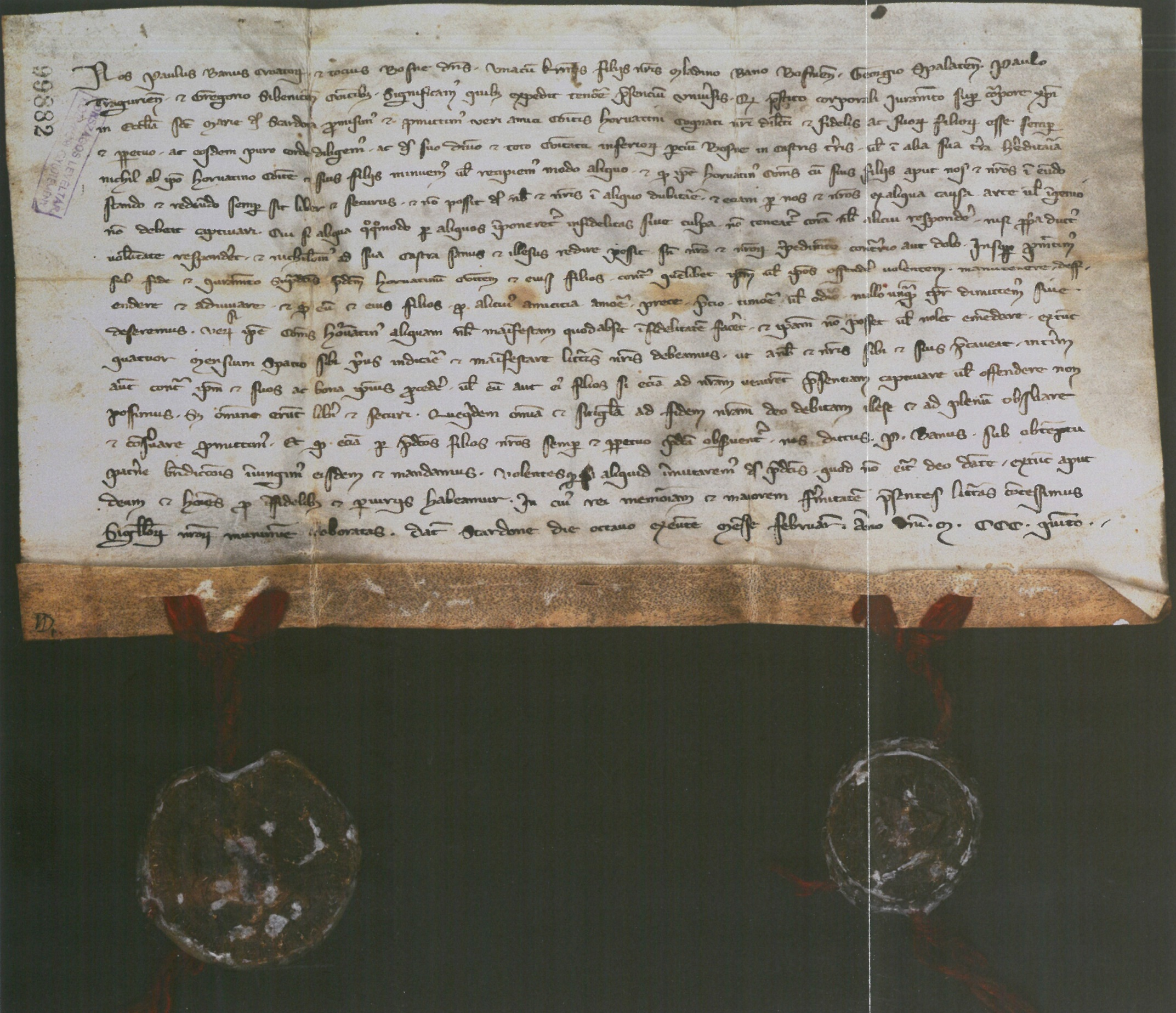
Šubić Pál 1305-ben kelt, Hrvatin Stjepanić részére kiadott oklevele

### Terjeszkedései
Šubić Pál 1299-ben kiterjesztette uralmát a Boszniai Bánságra, és felvette a Bosznia ura (dominus Bosne) címet. Boszniában fő szövetségese a Hrvatinić családhoz tartozó Hrvatin Stjepanić volt, akit rokoni szálak fűztek a Donji Kraji grófja címet viselő Šubićokhoz.  Pál uralmát egyedül I. (Kotromanić) István bosnyák bán vonta kétségbe. 1302 tavaszán Šubić I. Mladen István bán ellen vonult, és májusra átvette az irányítást a bánság nagy részén egészen a keleti Drina folyóig. Az offenzíva júniusban ért véget, amikor Bosznia új bánjaként I. Mladen a Drina partján fekvő Foča városából kereskedelmi kiváltságokat adott Spalatonak.
Pál 1301-ben délkeleti irányban, a Milutin István uralta területeken is terjeszkedett. Kihasználva a Milutin István és Dragutin István közötti szerbiai belháborút, elfoglalta Hum egész vidékét. Ezután a velencei flotta valamint Raguza és Zára, valamint a Velence fennhatósága alá tartozó városok segítségével megtámadta Cattaro városát. A város visszaverte a támadást, amely a Pál seregei által elért legtávolabbi pont volt. 1303-ban béketárgyalásokat terveztek Pál és Milutin István között, de nem tudni, hogy a tárgyalások megtörténtek-e és mi lett az eredménye. Pál legidősebb fiát, II. Mladent Hum urává nevezték ki, igazgatását pedig a Nelipić családra bízták.
Bátyjának, I. Mladennek 1304 júniusi halála (akit állítólag I. (Kotromanić) István bosnyák bán hívei gyilkoltak meg, akit a Šubićok eretneknek minősítettek), arra kényszerítette Pált, hogy hadsereget vezessen Boszniába, és megerősítse tekintélyét. 1305 februárjára visszaállította uralmát, és a bán címét II. Mladennek adta át. Pál felvette az egész Bosznia ura (totius Bosniae dominus) címet. Károly Róbert 1308-ban megadta Pálnak a Boszniai Bánság örökösödési jogát.

### Utolsó évei
Pál a horvát báni címet (banus Croatorum) részesítette előnyben a tengermelléki báni cím helyett, ami arra utalt, hogy hatalma a néptől és a horvát nemességtől, nem pedig egy magasabb hatalomtól származott. Ezzel hangsúlyozta függetlenségét egész Szlavónia bánjától. Kancelláriát tartott fenn Scardonában és Bribirben is. A velencei grosso mintájára saját pénzt bocsátott ki, amelyeket Boszniából származó ezüstből vertek. Az érmékre I. Mladen, majd II. Mladen és Pál neve volt felírva.

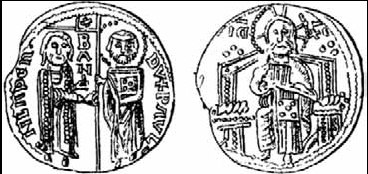
Šubić Pál és I. Mladen ezüst pénzérméi

A sebenicoi egyházmegye mellett két új egyházmegye jött létre, az egyik Duvnóban, a másik pedig Omišban. Scardonában, amely Pál fő székhelye lett, felépült a Keresztelő Szent János-templom. Pál ezt a szentet választotta családja védelmezőjének. Scardonában felépült Szent Erzsébet ferences kolostor is, ahol testvére, Stanislava a klarisszák rendfőnökeként szolgált. Bribirben felépült a ferences Mária-templom, amely a Šubićok temetkezési templomaként szolgált.
A Šubićok a Domagojović- és Trpimirović-dinasztia korábbi horvát fejedelmeinek és királyainak emlékére hivatkoztak, hogy uralmukat kontinuitásként fogadtassák el. Ez különösen megmutatkozott Zvonimir királyra való hivatkozásban, aki a 11. század második felében uralkodott Horvátországban. Egy 14. század eleji krónika, amelyet a Šubićoknak tulajdonítottak Zvonimirről azt írja, hogy Zvonimirt ugyanabban a temetkezési templomban temették el, amelyet a Šubićok is használtak. 1302-ben Pál azt írta a pápának, hogy Horvátország Zvonimir király idejétől kezdve a Szentszék hűbérese volt. 1310 előtt V. Kelemen pápa Pált a vránai Szent Gergely kolostor patrónusának nyilvánította, amelyet Zvonimir VII. Gergely pápának, majd a templomos lovagrendnek adományozott. A jelek szerint Pál emléktáblát állított a Mária-templomban Zvonimir tiszteletére. A 9. században uralkodó Branimir herceget említő kőbe vésett feliratokat helyreállították, és az újonnan épített egyházi épületekben helyezték el.
Pál hatalma csúcsán Zára városára, az egyetlen dalmát tengerparti városra, amely nem volt az irányítása alatt fordította figyelmét. Szoros kapcsolatokat ápolt Zára nemességével, tartományán belül különböző tisztségekre nevezte ki őket, és döntőbíró volt Zára és Bribir megye polgárai közötti földvitákban, amelyeket Velence kemény pénzbírsággal fenyegetett. 1308-ban Velence elfoglalta az észak-itáliai Ferrara városát. Mivel a várost a Pápai állam részévé nyilvánították, V. Kelemen pápa elrendelte az interdiktumot Velencére. 
1310-ben Velencének Bajamonte Tiepolo sikertelen kísérletével kellett szembenéznie, mely a velencei dózse hatalmának megdöntésére irányult. Bajamonte ezután Pál tartományába  menekült. Pál 1310 tavaszán hadsereget gyűjtött Zára környékén és várt, amíg 1311 márciusában felkelés nem tört ki a velencei hatóságok ellen a városban. A felkelők megsegítésére küldött hadsereg élén Pál fia, II. Mladen állt, a velenceiek pedig kénytelenek voltak elmenekülni a városból. Mivel Zárát Dalmácia fővárosának tekintették, II. Mladent ekkor Zára grófjának és Dalmácia hercegének (princeps Dalmacie) kiáltották ki. A dózse válaszul egy nagy flottát küldött a város visszaszerzésére. Pál tájékoztatta a pápát az események alakulásáról és kijelentette, hogy Zára „megszabadult a törvénytelen velencei megszállástól”, a beavatkozás ürügyeként pedig a pápa interdiktumára hivatkozott.
A Mladen parancsnoksága alatt álló erők sikeresen visszaverték a velencei támadásokat. V. Kelemen pápa és Károly Róbert király egyaránt tiltakozott a Zára elleni támadások ellen, Velence pedig beleegyezett az 1312 áprilisában megkezdett béketárgyalásokba. A harcok ennek ellenére folytatódtak, melynek során a velencei flotta parancsnoka is fogságba esett. A tárgyalásokat Pál másik fia, II. György bonyolította le, de Pál halála utánra húzódtak. Pál május 1-jén halt meg, és a bribiri Mária-templomban temették el. Utódja fia, II. Mladen lett.

## Fordítás
Ez a szócikk részben vagy egészben  a   Paul I Šubić of Bribir című angol Wikipédia-szócikk ezen változatának fordításán alapul.  Az eredeti cikk szerkesztőit annak laptörténete sorolja fel. Ez a jelzés csupán a megfogalmazás eredetét és a szerzői jogokat jelzi, nem szolgál a cikkben szereplő információk forrásmegjelöléseként.